# Krásná Hora nad Vltavou
Krásná Hora nad Vltavou là một làng thuộc huyện Příbram, vùng Středočeský, Cộng hòa Séc.